# 中国人民解放军火箭军
我们不但要有更多的飞机和大炮，而且还要有原子弹。在今天的世界上，我们要不受人家欺负，就不能没有这个东西。——毛泽东，《论十大关系》（1956年4月25日在中共中央政治局扩大会议上的讲话）
二炮在政治上要非常可靠。我们的核武器只是体现你有我也有，你要毁灭我们，你也要受点报复。——邓小平
加强战略导弹部队建设，保卫祖国安全，维护世界和平。——江泽民，1990年2月13日为二炮题词
二炮部队是党中央、中央军委直接使用的战略部队，是我国战略威慑的核心力量，在履行军队新世纪新阶段历史使命中有著特殊重要的地位与作用。——胡锦涛
火箭军是我国战略威慑的核心力量，是我国大国地位的战略支撑，是维护国家安全的重要基石。——习近平，2015年12月31日在“陆军领导机构、火箭军、战略支援部队成立大会”上的训词
中国人民解放军火箭军，简称为解放军火箭军、中国火箭军，是中国人民解放军的第四军种，由中央军事委员会直接领导指挥，以地对地常规及战略导弹为主要装备，担负常规導彈目标打击和核打擊及核子反击導彈战略作战等任务。
中国人民解放军火箭军的前身为于1966年至2015年存在的战略性独立兵种「中国人民解放军第二炮兵部队」（简称：二炮）。2015年12月31日深化国防和军队改革後，部队升格为“火箭军”。升格参考了苏联战略火箭军的经验，旨在增强陆海空三位一体的立体核威慑力量。
中国火箭军的主要武器为搭载核弹头的战略弹道导弹及搭载常规战斗部的弹道导弹和巡航导弹，装备短程、中程、洲際彈道飛彈，远程巡航导弹等多类型武器。
美国国防部估计，截止到2024年中国拥有600枚核弹头。

## 历史

### 陸軍二砲時代
1956年1月1日下午三点，空气动力学家、“中國導彈之父”钱学森给解放军高级將領讲课时在黑板上写下“火箭军”三字，並預言導彈戰將是未來戰爭必定出現的場景，他同时建议中央军委组建一支专门的导弹部队。1956年，中共中央、中共中央军委作出“研製导弹、原子弹，创建中国战略核力量、打破核垄断”的决策。1957年11月，中央军委决定，由军委炮兵与国防部第五研究院共同组建炮兵教导大队，12月9日，中国最早的战略导弹专业培训机构长辛店炮兵教导大队在北京成立。1958年起，逐步组建了战略导弹的科研、训练、教学机构，隶属军委炮兵领导。1959年，首个中国地对地导弹野战部队正式组建，基层部队为营级建制。1958年，哈尔滨的中国人民解放军军事工程学院院内成立了导弹工程系，该院简称为哈军工，即现在的哈尔滨工程大学。该系是中国首个有关导弹或火箭专业领域的教学和研究机构，为军级建制。导弹工程系的成立为火箭军的建立和发展，奠定了基础。实际上，导弹工程系是第一支导弹部队。
1958年底，从苏联购买的第一枚导弹运抵哈军工。1960年，中国陆军试射的第一枚地对地弹道导弹是1059型苏联制造的P-2导弹。后来国产的仿制型被命名为东风-1短程弹道导弹。
解放軍导弹部队成立于1966年7月1日，是在极其秘密的情况下组建的，国务院总理周恩来命名其番号为“第二炮兵”，简称“二炮”，对外代号曾为“总字102部队”。作为直属中共中央军委掌控的战略部队，二炮除了身穿中国人民解放军陆军制服外，实际上和陆军各部没有关联，使用“二炮”名称主要是成立之初考虑到保密等问题的需要。
1984年10月1日，中华人民共和国成立35周年国庆阅兵，第二炮兵部队的装备、人员首次公开展示。

### 火箭軍時期
2015年12月31日，作为深化国防和军队改革的措施之一，第二炮兵部队改名为“中国人民解放军火箭军”，由陸軍附属兵种成为与陆海空三军并列的第四个独立军种。2015年12月31日，中国人民解放军陆军领导机构、中国人民解放军火箭军、中国人民解放军战略支援部队成立大会在北京八一大楼举行，中共中央总书记、国家主席、中央军委主席习近平向陆军、火箭军、战略支援部队授军旗并致训词。成立大会上，中共中央政治局委员、中央军委副主席范长龙宣读习近平签发的中央军委关于组建陆军领导机构、火箭军、战略支援部队及其领导班子成员任职命令和决定。大会由中共中央政治局委员、中央军委副主席许其亮主持。
2016年7月1日，火箭军启用新式礼服与常服。颜色采用墨绿色搭配卡其色，礼服、春秋常服、冬常服、夏常服裤、大衣等为墨绿色，与火箭军主战装备的外观颜色相近；衬衣为卡其色，与其他军种服装颜色区别明显。换发的服装包括军帽、礼服、常服、毛衣、绒衣裤和肩章、领章等151个品种。
火箭军由核導彈部隊、常規導彈部隊及作戰保障部隊組成，15萬兵員。2016年11月，共青团中央在其官方微博上披露：火箭军装备各型近程弹道导弹（东风-11，东风-15及东风-16系列）1150枚，各型中程弹道导弹300枚（东风-21系列和东风-26型），各型远程/洲际弹道导弹200枚（东风-5系列，东风-31系列及东风-41型），此外还装备各类巡航导弹3000枚。
2020年12月13日，新加坡《联合早报》援引美国《原子科学家公报》的信息称：“中国火箭军三年来扩充逾三成。”  美国《原子科学家公报》本月7日发布的中国2020年度核武报告指出，解放军火箭军共有40个弹道导弹旅，比2017年增加35%，目前也仍在组建新的弹道导弹旅。其中，有12个旅属于东部战区和南部战区，这两个战区主要处理台海与南海事务。此外，近半数的弹道导弹旅拥有弹道式或巡航式导弹发射器。卫星图像也显示，火箭军位于福建和广东地区的基地近年来有扩大和设施提升的迹象。
2022年10月24日，美国空军大学中国航空航天研究所公布了一份长达255页的研究报告，详细梳理火箭军的内部人事结构及部署情况，并列出了基地地址、部队主要功能、负责人姓名、部队番号等具体信息。
香港《南華早報》2023年7月28日引述知情人士指，中共火箭軍司令員李玉超、副司令員刘光斌，以及前火箭軍副司令員、中共中央軍委聯合參謀部副參謀長張振中已被中央军委纪委、军委审计署调查人员带走，确切原因尚未正式披露，但有报道称李玉超和刘光斌因腐败或泄露军事机密而受到调查。 2023年7月31日，他们的职位被前中国人民解放军海军副司令员王厚斌和中国人民解放军空军中共中央委员徐西盛所接替。由火箭军以外的军方人物接替被外界认为是不寻常的举动，且引发了对解放军安全，信任，和完整性及其在台海危机中对于中国军事战略的作用的质疑。美国情报机构评估，火箭军内部贪腐严重，使得一些装备无法形成战斗力。

## 编制
2015年改革后，中国人民解放军火箭军领导管理下列机构和直属单位：

### 职能部门
- 参谋部
- 政治工作部
- 后勤部
- 装备部
- 纪律检查委员会（监察委员会）

### 直属基地
- 第六十一基地（驻安徽省黄山市）
- 第六十二基地（驻云南省昆明市）
- 第六十三基地（驻湖南省怀化市）
- 第六十四基地（驻甘肃省兰州市）
- 第六十五基地（驻辽宁省沈阳市）
- 第六十六基地（驻河南省洛阳市）
- 第六十七基地（驻陕西省宝鸡市）
- 第六十八基地（驻河南省洛阳市）
- 第六十九基地（驻宁夏回族自治区银川市）

### 直属单位
- 中国人民解放军火箭军综合训练基地（驻河北省张家口市）
- 中国人民解放军火箭军三〇八工程指挥部（驻陕西省汉中市）
- 中国人民解放军火箭军研究院（驻北京市海淀区）
- 金轮工程指挥部（金轮工程公司）（駐北京与沙特阿拉伯多地，运行并培训沙特阿拉伯皇家战略火箭军使用中国出口的弹道导弹）
- 火箭军直属特种旅（“利刃”特种部队）

### 直属院校
- 中国人民解放军火箭军指挥学院（驻湖北省武汉市江岸区）
- 中国人民解放军火箭军工程大学（驻陕西省西安市）
- 中国人民解放军火箭军士官学校（驻山东省青州市）

## 历任领导

### 第二炮兵部队领导
| 中国人民解放军第二炮兵部队司令员 1. 向守志（1967年7月—8月，未到职） 2. 杨俊生（1968年9月—1969年5月） 3. 张翼翔（1969年5月—1975年4月） 4. 向守志（1975年4月—1977年9月） 5. 李水清（1977年9月—1982年11月） 6. 贺进恒（1982年11月—1985年7月） 7. 李旭阁 中将（1985年7月—1992年11月） 8. 杨国梁 上将（1992年11月—2003年1月） 9. 靖志远 上将（2003年1月—2012年10月） 10. 魏凤和 上将（2012年10月—2015年12月） 中国人民解放军第二炮兵部队副司令员 - 廖成美（1969年2月—1982年6月） - 符先辉（1969年2月—1985年7月） - 王珽（1969年2月—1975年8月） - 严家安（1969年2月—1982年6月） - 李懋之（1975年8月—1982年6月） - 贺进恒（1979年1月—1982年11月） - 盛治华（1979年4月—1982年6月） - 李旭阁（1982年11月—1985年7月） - 郑惕 中将（1982年11月—1990年4月） - 杨国梁 少将（1985年7月—1992年11月） - 杨桓 中将（1985年7月—1992年11月） - 钱贵 中将（1990年4月—1993年12月） - 邹永钊 中将（1992年11月—2000年12月） - 栗前明 中将（1992年11月—1996年11月） - 潘日源 中将（1993年12月—1996年7月） - 赵锡君 中将（1996年11月—2003年12月） - 黄次胜 中将（1996年11月—2001年7月） - 葛东升 中将（1999年9月—2002年1月） - 张瑞 中将（2001年7月—2006年8月） - 张翔 中将（2001年7月—2006年12月） - 赵书月 中将（2002年7月—2006年12月） - 于际训 中将（2006年8月—2011年12月） - 张余亭 中将（2006年8月—2010年12月） - 王久荣 中将（2006年12月—2014年12月） - 吴国华 中将（2010年12月—2015年12月） - 陆福恩 中将（2011年12月—2015年12月） - 王治民 中将（2014年6月—2014年12月） - 周亚宁 少将（2014年12月—2015年12月） | 中国人民解放军第二炮兵部队政治委员 1. 李天焕（1967年7月—1968年3月） 2. 吴烈（1968年—1970年任政委；1967年10月—1975年4月其余时间任第二政委） 3. 陈发洪（1970年3月—1975年4月任政委；1968年—1970年3月任第二政委） 4. 陈鹤桥（1975年5月—1982年11月） 5. 刘立封 中将（1982年11月—1990年4月） 6. 刘安元 中将（1990年4月—1992年11月） 7. 隋永举 上将（1992年11月—1997年11月） 8. 隋明太 中将（1997年11月—2003年12月） 9. 彭小枫 上将（2003年12月—2009年12月） 10. 张海阳 上将（2009年12月—2014年12月） 11. 王家胜 上将（2014年12月—2015年12月） 中国人民解放军第二炮兵部队副政治委员 - 于敬山（1968年8月—1977年4月） - 刘友光（1970年1月—1982年11月） - 王文介（1970年1月—1975年8月） - 王宗槐（1975年8月—1982年11月） - 卢南樵（1977年12月—1982年11月） - 吕义山（1977年12月—1982年6月） - 刘立封（1977年12月—1982年11月） - 熊志生（1979年1月—1985年7月） - 宿灿（1982年11月—1985年7月） - 阴法唐 中将（1985年7月—1990年4月） - 史克信 中将（1985年7月—1993年12月） - 隋永举 中将（1990年4月—1992年11月） - 宫永丰 中将（1992年11月—1994年12月） - 王作义 中将（1992年11月—1993年12月） - 曹和庆 中将（1993年12月—1999年7月） - 王洪福 中将（1994年12月—1997年11月） - 贾文先 中将（1997年11月—2004年12月） - 罗东进 中将（1997年11月—2002年11月） - 孙福 中将（2002年1月—2003年12月） - 张立民 中将（2003年12月—2008年7月） - 程宝山 中将（2004年12月—2009年1月） - 邓天生 中将（2008年7月—2013年12月） - 张孝忠 中将（2009年1月—2009年6月） - 杨立顺 中将（2009年6月—2014年12月） - 于大清 中将（2013年12月—2014年12月） - 唐国庆 中将（2014年12月—2015年12月） - 张东水 少将（2014年12月—2015年1月） |

### 火箭军领导
| 中国人民解放军火箭军司令员 1. 魏凤和 上将（2015年12月—2017年8月） 2. 周亚宁 上将（2017年8月—2022年1月） 3. 李玉超 上将（2022年1月—2023年7月） 4. 王厚斌 上将（2023年7月—） 中国人民解放军火箭军副司令员 - 吴国华 中将（2015年12月—2020年4月） - 陆福恩 中将（2015年12月—2016年5月） - 周亚宁 少将→中将（2015年12月—2017年8月） - 李传广 中将（2016年5月—2016年7月；2017年12月—） - 张振中 中将（2016年7月—2022年3月） - 李军 中将（2020年4月—2020年12月） - 陈光军 中将（2021年3月—） - 刘光斌 中将（2022年6月—) | 中国人民解放军火箭军政治委员 1. 王家胜 上将（2015年12月—2020年7月） 2. 徐忠波 上将（2020年7月—2023年7月） 3. 徐西盛 上将（2023年7月—） 中国人民解放军火箭军副政治委员 - 唐国庆 中将（2015年12月—2018年7月） - 禹光 中将（2018年7月—） |

## 现役装备

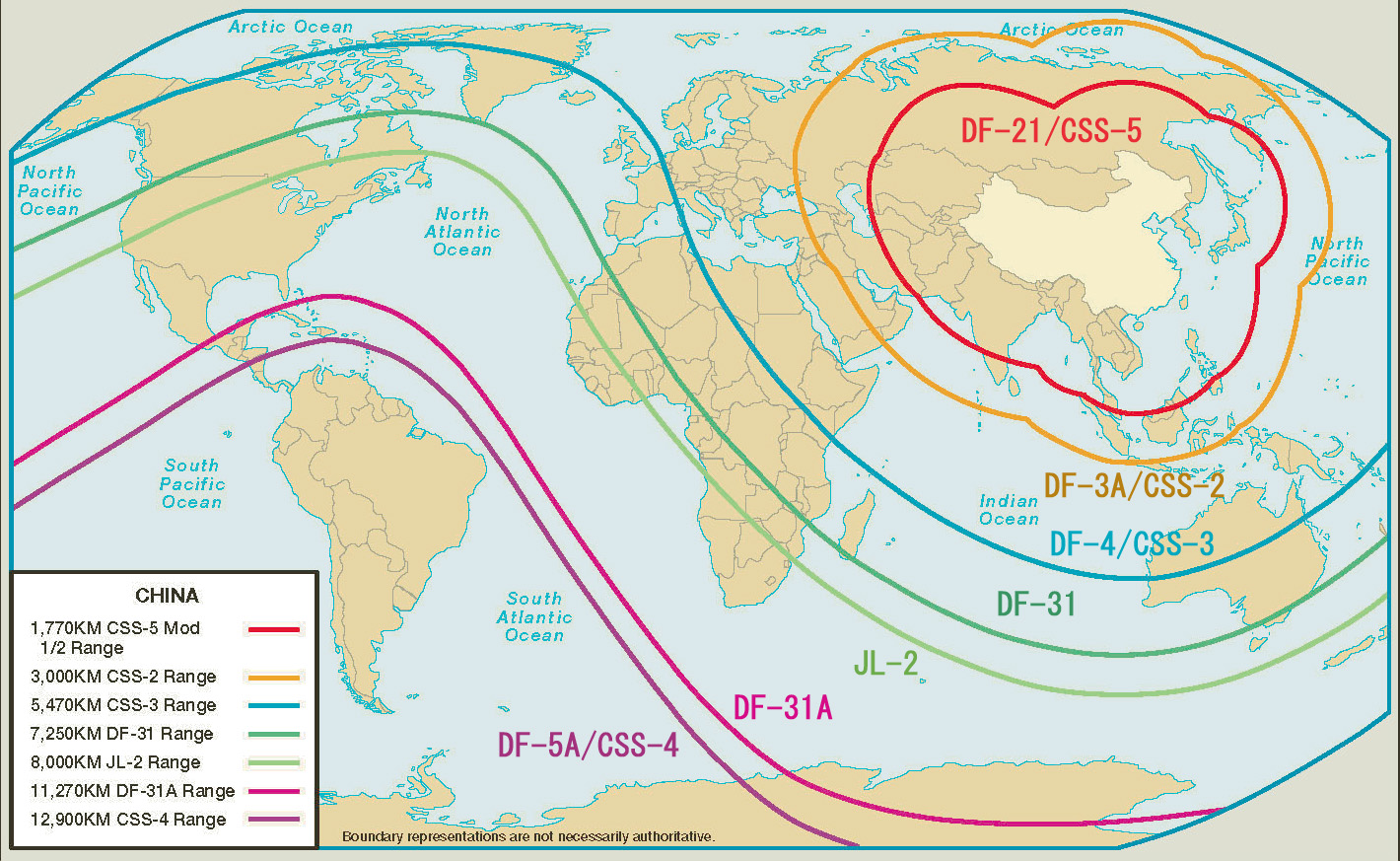
火箭军洲際弹道导弹打击范围

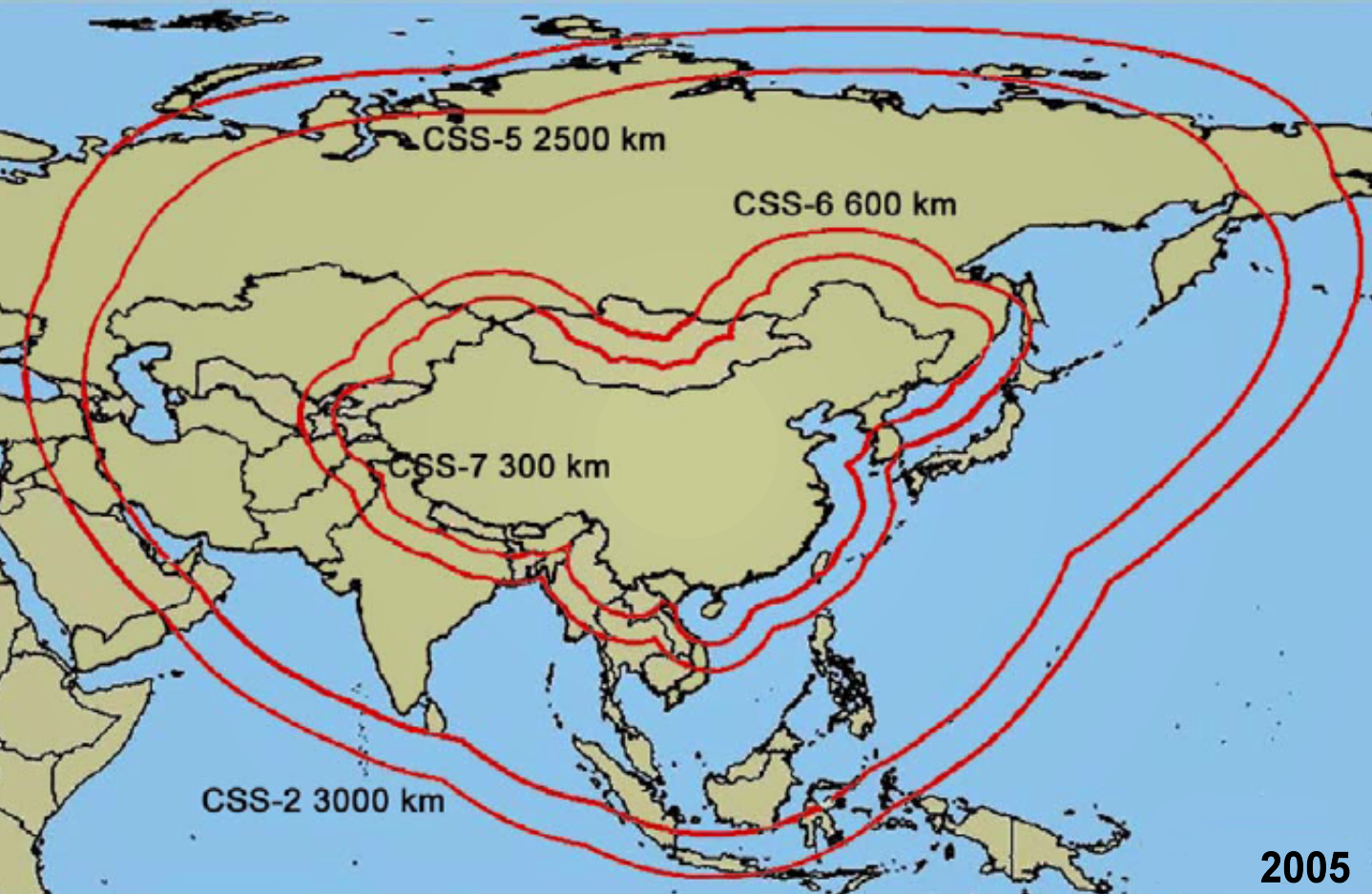
火箭军戰術飛彈射程

### 导弹
弹道导弹（东风系列）
- 东风-11短程弹道导弹
- 东风-15短程弹道导弹
- 东风-16中程弹道导弹
- 东风-17高超音速弹道导弹
- 东风-21中程弹道导弹
- 东风-26中程弹道导弹
- 东风-27高超音速弹道导弹
- 东风-31型洲际弹道导弹
- 东风-41型洲际弹道导弹
- 东风-5型洲际弹道导弹

巡航导弹（长剑系列）
- 长剑-10巡航导弹
- 长剑-100超音速巡航导弹

### 车辆
主要生产商：万山特种车辆、泰安航天特种车等
火箭军部分装备照片集锦

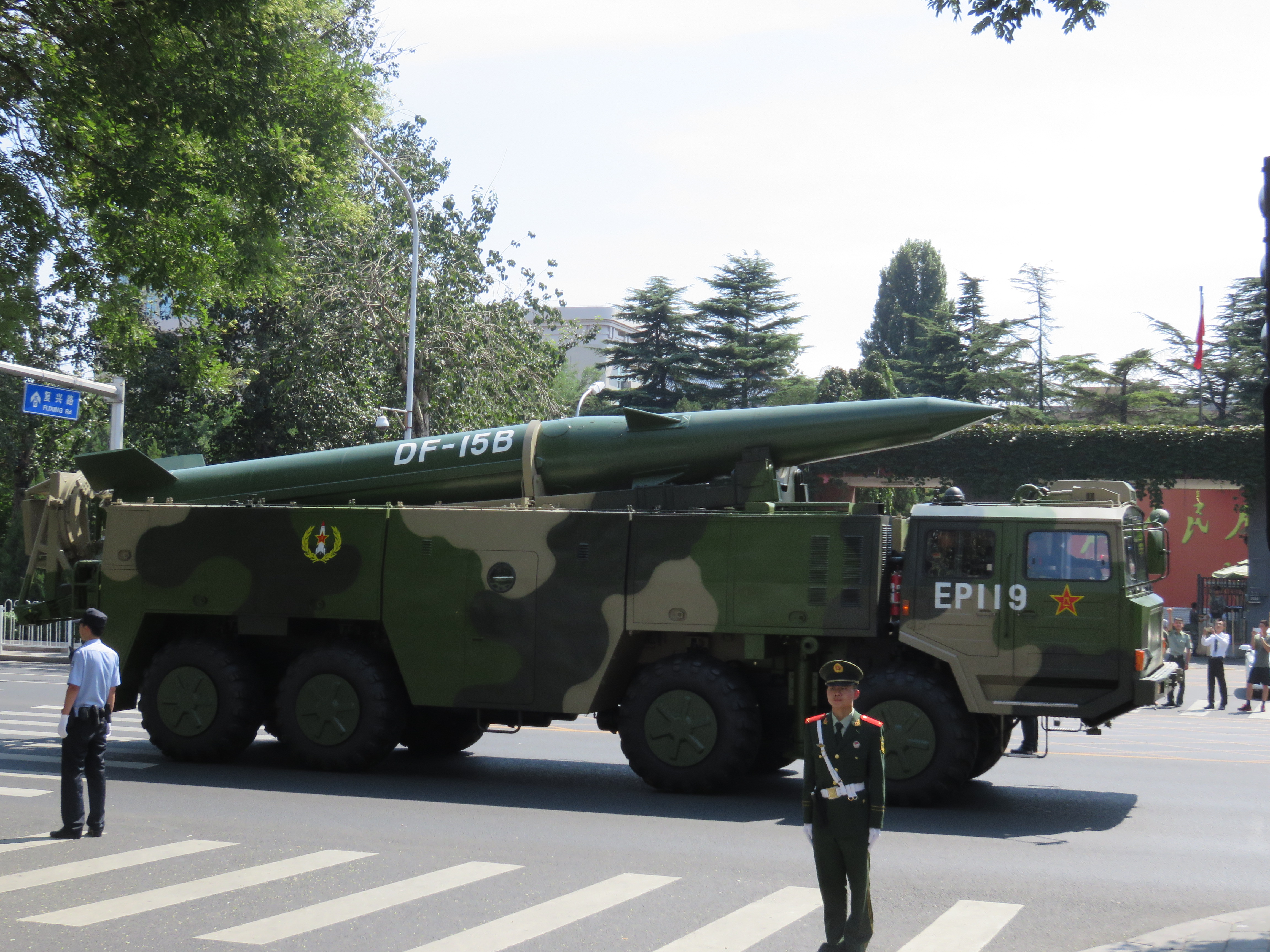
东风-15B型短程弹道导弹
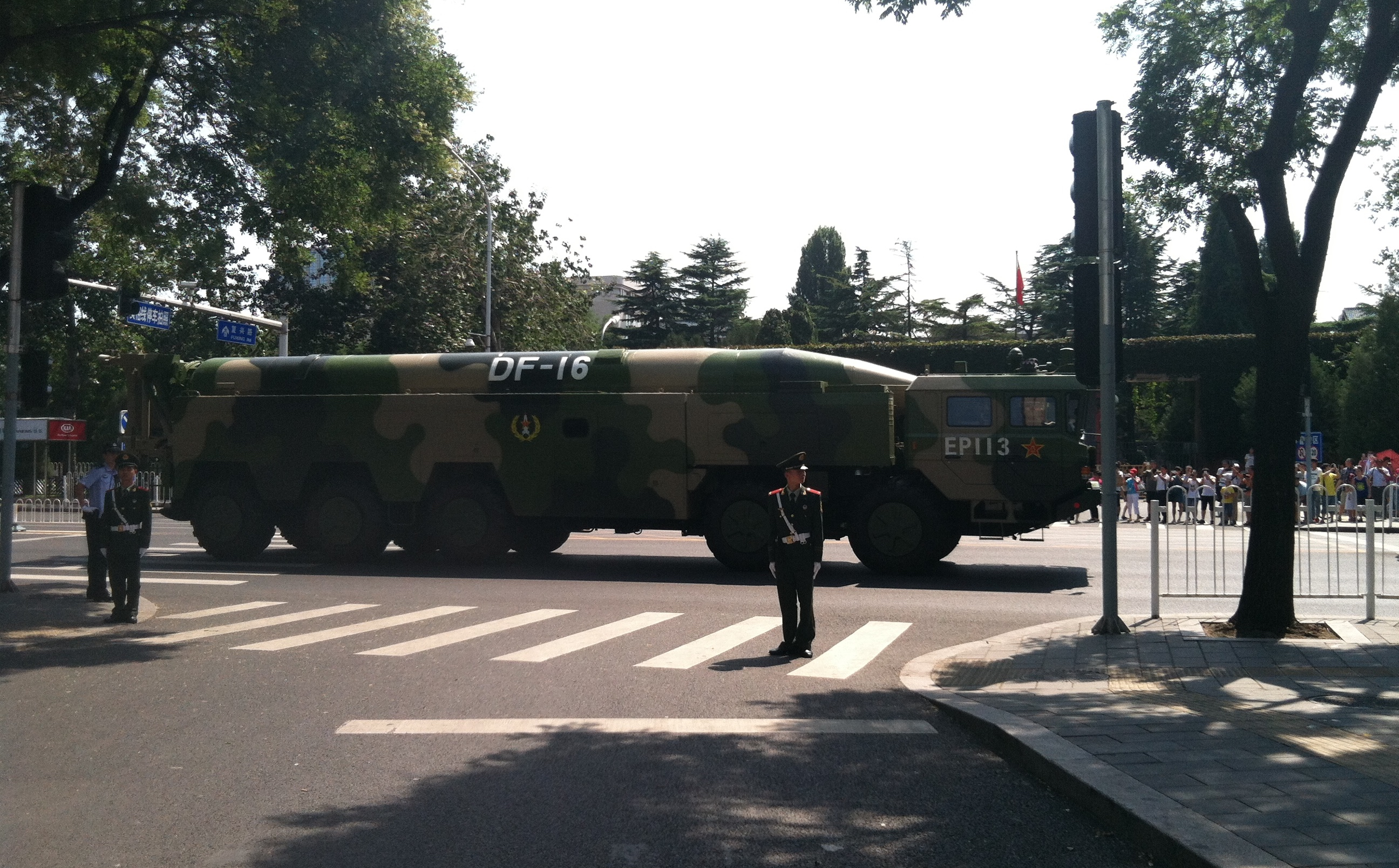
东风-16型中程弹道导弹
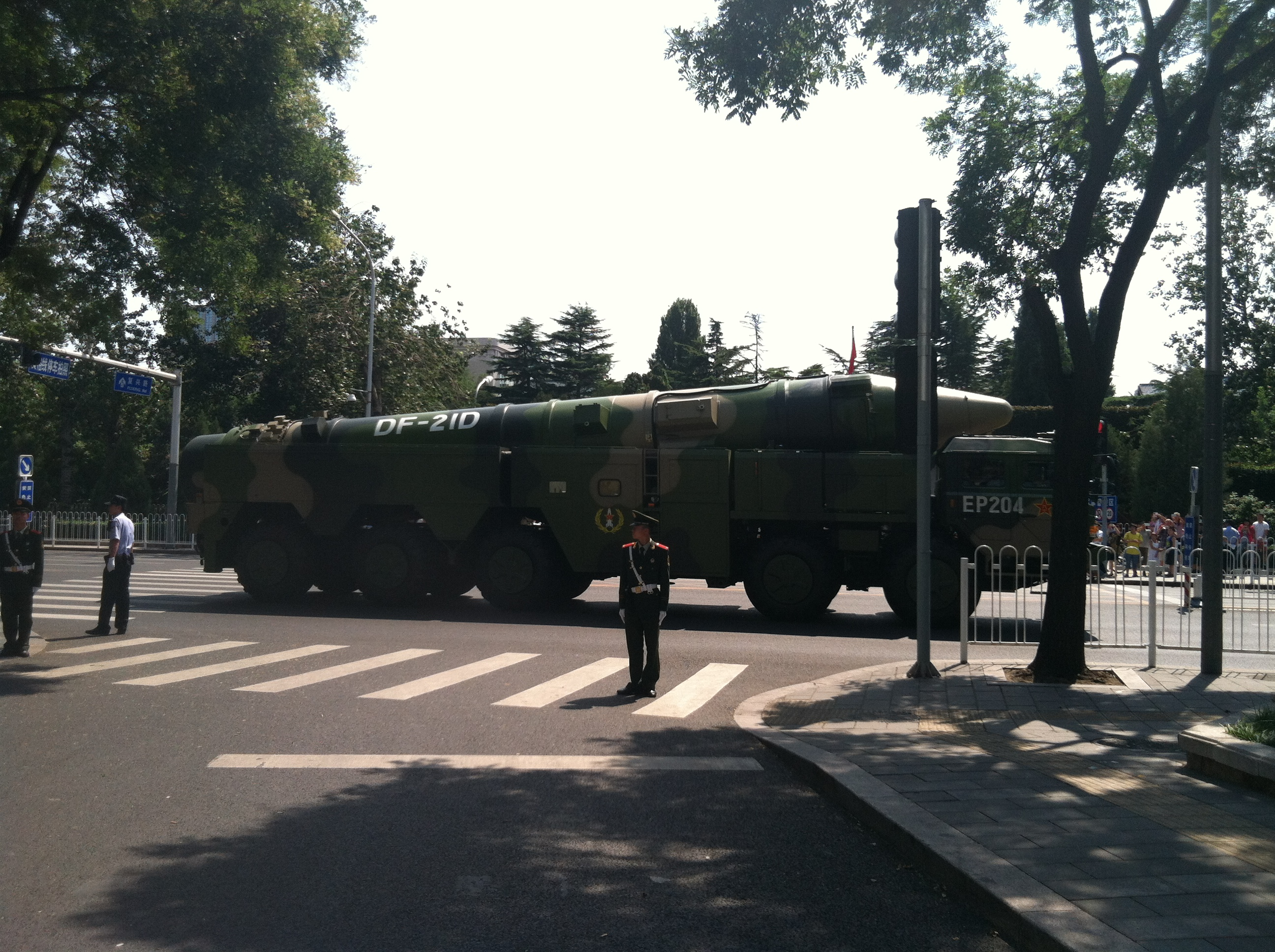
東風-21D型反艦彈道導彈
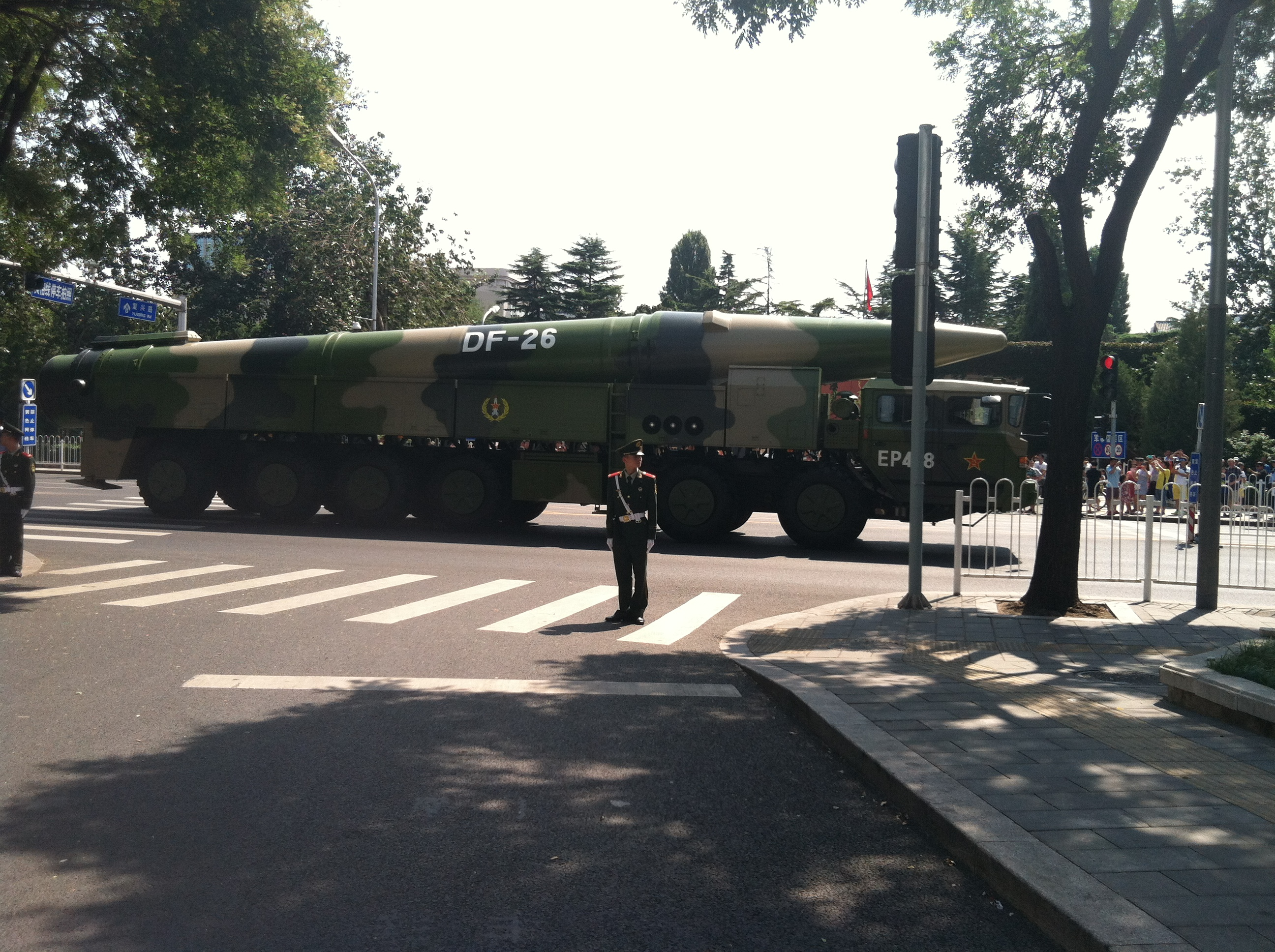
东风-26型中程弹道导弹
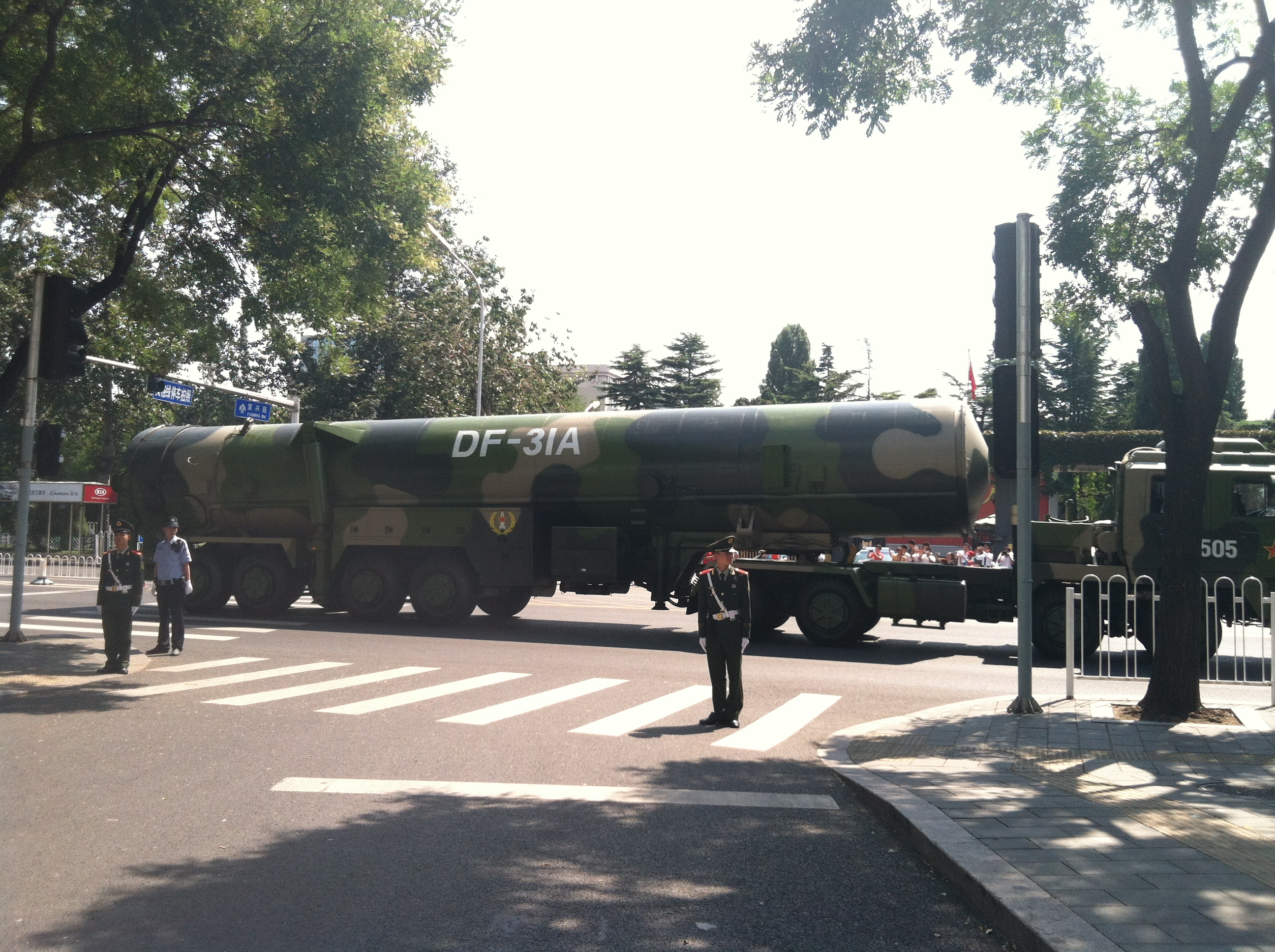
东风-31A型洲际弹道导弹
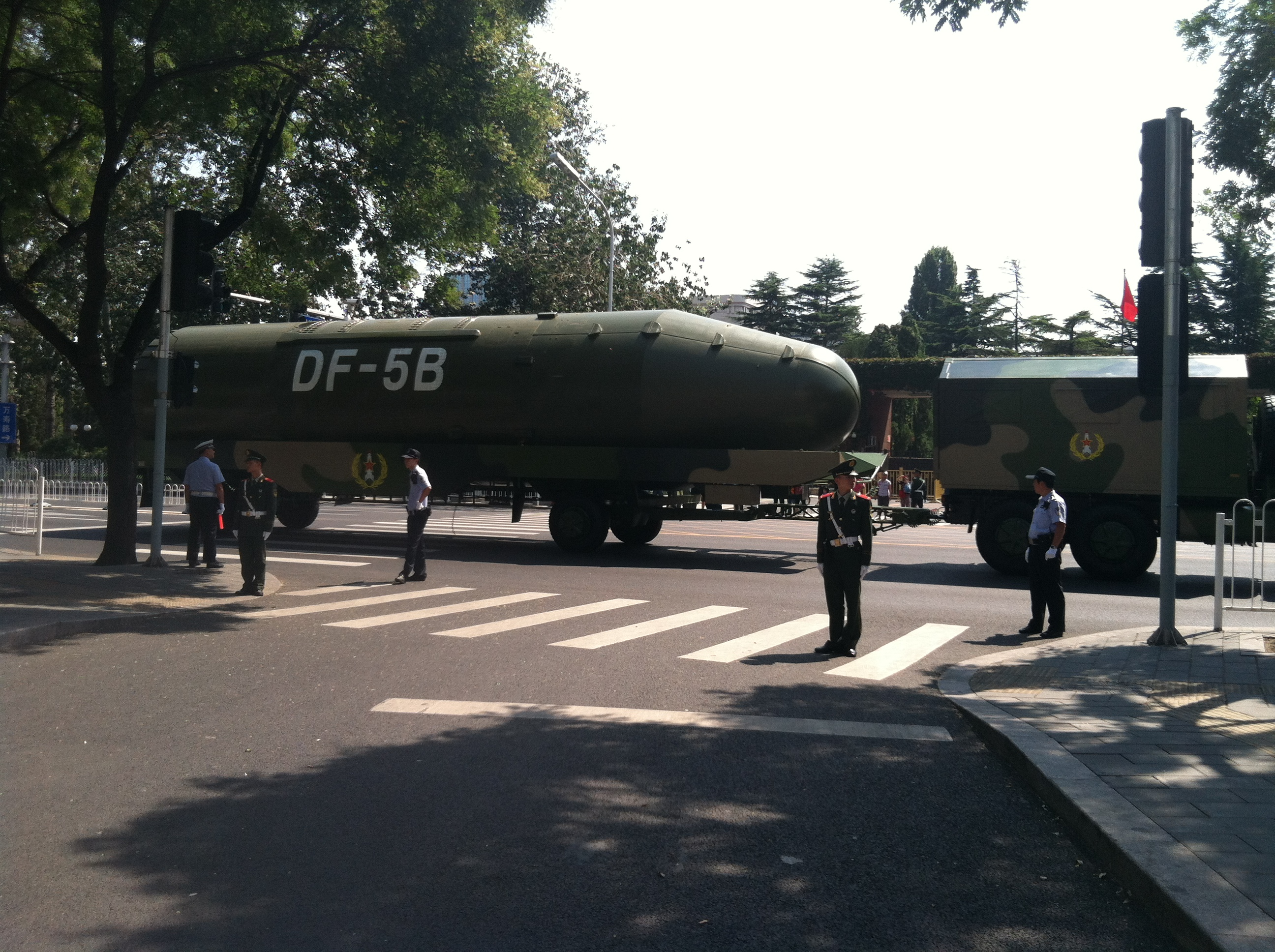
东风-5型洲际弹道导弹